# Leptobarbula winteri
Leptobarbula winteri là một loài rêu trong họ Pottiaceae. Loài này được Schimp. mô tả khoa học đầu tiên năm 1875.